# سرتنغ رواق (باتاوة)
سرتنغ رواق (بالفارسية: سرتنگ رواق) هي قرية تقع في إيران في قسم باتاوة الريفي. يقدر عدد سكانها بـ 127 نسمة بحسب إحصاء 2016.